# Distretto di Busko-Zdrój
Il distretto di Busko-Zdrój (in polacco powiat buski) è un distretto polacco appartenente al voivodato della Santacroce.

## Geografia antropica

### Suddivisioni amministrative
Il distretto comprende 8 comuni.
- Comuni urbano-rurali: Busko-Zdrój
- Comuni rurali: Gnojno, Nowy Korczyn, Pacanów, Solec-Zdrój, Stopnica, Tuczępy, Wiślica